# 南砺市立城端中学校
南砺市立城端中学校（なんとしりつ じょうはなちゅうがっこう）は、富山県南砺市にある市立中学校。

## 沿革
- 1947年（昭和22年）
  - 4月1日 - 城端中学校が1町4村および井口村の一部の学校組合立により『城端町外5ヶ村学校組合立城端中学校』として創立。1年生を城端小学校（本校）、2年生を南山田小学校、3年生を蓑谷小学校に分校として収容[2][3]。
  - 4月24日 - 開校式を挙行[4]。
  - 9月1日 - 立野ヶ原の旧陸軍廠舎の一部払下げを内定し、附属建物を含めた4棟にて10月1日より改造工事に着手[5][4][3]。11月10日には校地7,066坪の買収交渉を開始[4][6]。
- 1948年（昭和23年）
  - 4月5日 - 校舎が完成[3]。
  - 4月15日 - 全生徒を収容し[4]、落成式を挙行[3]。
  - 4月24日 - 校章を制定[3]。
  - 6月8日 - 相撲場完成（同年6月15日完成記念式典）[7]。
  - 8月 - 同年10月まで、廠舎一棟ならびに渡り廊下の改造工事を実施[3]。
  - 同年中 - 敷地北端の兵舎1棟と弾薬庫を解体し、跡地に約300坪（9,900m2）の運動場を設置[7]。また、同年度中には教室2教室を明け渡し、冬季寄宿舎（通称・城南寮）設置。上田、若杉、東西原、次郎丸、井口の生徒を入舎させる[8]。
- 1949年（昭和24年）4月10日 - 井口村が井波中学校井口分校設置を認可されたことに伴い、井口村が城端中学校組合から脱退、1町外4ケ村組合立となる[9]。
- 1950年（昭和25年）3月18日 - 校歌を制定（大島文雄作詞、信時潔作曲）[3]。
- 1951年（昭和26年）
  - 3月6日 - 講堂兼体育館完成[3]。
  - 9月6日 - グラウンド整地開始。同時にスタンド（54m×8段）着工[3]（11月完了[5]）。
- 1952年（昭和27年）
  - 2月13日 - 1951年度卒業生より校旗の寄贈を受ける。同年3月18日に校旗樹立式を挙行[3]。
  - 4月 - 校舎第1期工事（校舎前館）が着工[5][10]。
  - 5月1日 - 城端町立城端中学校に改称[3]。
  - 12月10日 - 校舎第1期工事（前館、延建坪750坪）完成[10][3]。
- 1954年（昭和29年）
  - 8月 - 校舎後館が着工[5]。
  - 12月11日 - 校舎第2期工事により[11]、校舎後館（延建坪468.8坪）が竣工[5][12]。
- 1956年（昭和31年）8月6日 - 講堂ステージ改修工事ならびに自転車置き場1棟完成[11]。
- 1957年（昭和33年）11月3日 - 校下5農業協同組合からの寄贈により、国旗掲揚塔が竣工[11]
- 1959年（昭和34年）
  - 10月6日 - 特別教室が完成[5]。
  - 10月10日 - 旧校舎第3期工事（後館左翼館）が落成[13]。
- 1961年（昭和36年）12月25日 - 寄宿舎『啓心寮』完成[14]（木造2階建て、総面積72.52坪）[8]。
- 1963年（昭和38年）
  - 4月5日 - 給食場落成、これに伴い同年4月20日より完全給食開始[13]。
  - 4月17日 - 給食調理場竣工。
- 1966年（昭和41年）4月1日 - 特殊学級新設[15]。
- 1967年（昭和42年）12月10日 - 旧南山田小学校体育館を城端中学校の第二体育館として移転新築[16]。音楽室も落成[15]。
- 1968年（昭和43年）
  - 3月 - 豪雪で第一、第二体育館が、屋根瓦5,400枚破損および雨樋の被害を受ける[15]。
  - 9月7日 - 旧陸軍廠舎の弾薬庫跡付近にて同窓会寄付によるテニスコート竣工[17][15]。
- 1972年（昭和47年）
  - 11月10日 - 西側校舎トイレ水洗化[15]。
  - 同年中 - 寄宿舎『啓心寮』廃止[8]。
- 1975年（昭和50年）
  - 9月5日（一部資料では10月[17]） - グラウンド東側に自転車小屋（190台収容）完成[17][18]。
  - 9月10日 - 東側校舎トイレ水洗化[18]。
- 1977年（昭和52年）4月1日 - 文部省教育課程研究校に指定[18]。
- 1985年（昭和60年）9月29日 - 富山県中学校駅伝競走大会優勝[19]。
- 1986年（昭和61年）
  - 11月1日 - 旧校舎退校式[20]。
  - 11月4日 - 新校舎（酪農経営実験農場用地に建設、鉄筋コンクリート2階一部3階建て）入校式[21][17]。
  - 12月20日 - 新校舎竣工式を挙行[20]。
- 1989年（平成元年）10月22日 - 旧中学校跡地に城南パークがオープン[22]。
- 1990年（平成2年）12月3日[要出典] - 情報活用能力育成、教育方法改善のため、コンピュータ21台設置[23]。
- 1993年（平成5年）1月20日 - 元城端教育長前田四郎氏より図書の寄贈「前田文庫」として活用。[要出典]
- 1999年（平成11年）6月上旬 - 2000年とやま国体の軟式野球会場とすべくグラウンドの整地に着手[24]。
- 2004年（平成16年）11月1日 - 南砺市立城端中学（現校名）に改称。

## 校舎
1986年に竣工した現在の校舎は、中川建築設計事務所の設計、佐藤工業北陸支店、中越興業、安達建設JVによる施工となっており、第18回（昭和62年度）富山県建築賞に入選している。

## 通学区域
合併前の城端町の区域

## 著名な出身者
- 神本千佳（女子バレーボール選手、JTマーヴェラス）
- 山下陽暉（男子クロスカントリースキー選手、冬季北京オリンピック出場）
- 池田航（俳優、タレント）

## 主な行事
- 4月‐入学式
- 9月‐体育大会
- 3月‐卒業式・予餞会

## 部活動
運動部
- 剣道部（男）
- 陸上・スキー部（男・女）
- 柔道部（男・女）
- バレーボール部（女）
- バスケットボール部（男）
- ソフトテニス部（男・女）
- 野球部（男）

文化部
- 吹奏楽部（男・女）
- 美術部（男・女）

## 交通アクセス
最寄りの駅JR城端線城端駅から徒歩約20分

## 進学前小学校
南砺市立城端小学校